# Křečovický potok (přírodní památka)
Přírodní památka Křečovický potok byla vyhlášena v roce 1986 a nachází se u obce Křečovice v okrese Benešov. Chráněné území je v péči Krajského úřadu Středočeského kraje.

## Předmět ochrany
Důvodem ochrany je meandrující tok Křečovického potoka s významnou květenou a zvířenou.